# Lipiec 2011

## 30 lipca
- U wybrzeży północno-wschodniej Japonii doszło do silnego trzęsienia ziemi (6.4 stopnia w skali Richtera). Epicentrum znajduje się zaledwie 100 km od Fukushimy, jednak władze nie ogłosiły alarmu o tsunami, nic nie zagraża też zniszczonej elektrowni jądrowej w Fukushimie. (BBC News, TVN 24)

## 29 lipca
- W wieku 84 lat zmarł Claude Laydu – francuski aktor filmowy i teatralny. (nytimes.com)

## 28 lipca
- Ollanta Humala objął stanowisko prezydenta Peru. (BBC News)

## 26 lipca
- W Maroku rozbił się samolot. (gazeta.pl)

## 25 lipca
- Trương Tấn Sang objął urząd prezydenta Wietnamu. (www.fuffingpost.com)
- W Los Angeles zmarł Elliot Handler, współzałożyciel firmy Mattel. (rp.pl)
- W wieku 89 lat zmarł Michalis Kakojanis – grecki reżyser filmowy i teatralny. (wp.pl)

## 24 lipca
- W finałowym meczu piłkarskiego turnieju Copa América, rozegranym w Buenos Aires, Urugwaj wygrał 3:0 z Paragwajem. (www.ca2011.com)

## 23 lipca
- W chińskiej prowincji Zhejiang doszło do katastrofy kolejowej, w wyniku której zniszczeniu uległy dwa pociągi kolei dużych prędkości. (wsj.com)
- W wieku 27 lat zmarła angielska piosenkarka Amy Winehouse. (SkyNews)

## 22 lipca
- W wyniku zamachów w Oslo (stolicy Norwegii) oraz na wyspie Utøya zginęło co najmniej 76 osób. (onet.pl)

## 21 lipca
- Lądowaniem promu kosmicznego Atlantis w Centrum Kosmicznym imienia Johna F. Kennedy’ego, zakończyła się ostatnia w historii misja amerykańskiego programu wahadłowców Space Shuttle. (nasaspaceflight.com)

## 12 lipca
- Zmarł polski fizyk Roman Ingarden. (interia.pl)

## 10 lipca
- W Tatarstanie na Wołdze w Rosji zatonął wycieczkowiec „Bułgaria”. Spośród 208 pasażerów potwierdzono zgon około 50 osób. (gazeta.pl)

## 9 lipca
- Sudan Południowy oficjalnie odłączył się od Sudanu, tworząc nowe niepodległe państwo. (BBC News)

## 8 lipca
- Wystartował prom kosmiczny Atlantis, rozpoczynając ostatnią misję w programie amerykańskich wahadłowców STS. (nasaspaceflight.com)

## 7 lipca
- W Sztokholmie przeprowadzono pierwszy przeszczep z użyciem syntetycznej tchawicy, która została pokryta komórkami macierzystymi pacjenta. (bbc.co.uk)

## 5 lipca
- Christine Lagarde objęła stanowisko dyrektora zarządzającego Międzynarodowego Funduszu Walutowego. (PAP)
- Dania pomimo przynależności do układu z Schenegen przywróciła kontrole celne na swoich granicach. (wnp.pl)
- Wenezuela obchodziła dwusteną rocznicę ogłoszenia niepodległości. (bbc.co.uk)

## 4 lipca
- W wieku 98 lat zmarł Otto von Habsburg – najstarszy syn ostatniego władcy Austro-Węgier Karola I; w latach 1979–1999 zasiadał w Parlamencie Europejskim z ramienia CSU. (orf.at)

## 2 lipca
- Petra Kvitová odniosła pierwsze zwycięstwo w Wielkim Szlemie na kortach Wimbledonu. (dziennik.pl)
- Rainer Maria Woelki został mianowany przez papieża Benedykta XVI arcybiskupem Berlina. (rp.pl)
- W Hongkongu doszło do największych od siedmiu lat demonstracji przeciwko lokalnemu rządowi. (rp.pl)
- W Monako odbył się ślub kościelny księcia Alberta II i Charlene Wittstock. (dziennik.pl)

## 1 lipca
- Komunistyczna Partia Chin obchodziła 90-lecie powstania. (euronews.net)
- Książę Monako Albert II poślubił Charlene Wittstock. (mariageprinciermonaco2011.mc)
- Polska objęła prezydencję Rady Unii Europejskiej. (uniaeuropejska.org)
- W Polsce wprowadzono elektroniczny system poboru opłat drogowych viaTOLL, który objął 1800 kilometrów autostrad oraz dróg ekspresowych i krajowych. (viatoll.pl)